# آرچی ایکمن
آرچی ایکمن (انگلیسی: Archie Aikman؛ ۲۳ مارس ۱۹۲۵ – ۲۱ فوریهٔ ۱۹۹۸) بازیکن فوتبال اهل اسکاتلند بود. او در لیگ فوتبال اسکاتلند در ۱۹۴۷–۱۹۷۵ با ۲۰ گل زده جز بهترین بازیکنان این فصل بود.
از باشگاه‌هایی که در آن بازی کرده‌است می‌توان به باشگاه فوتبال منچستر سیتی، باشگاه فوتبال فالکیرک، باشگاه فوتبال سنت میرن، باشگاه فوتبال داندی یونایتد، و باشگاه فوتبال فالکیرک اشاره کرد.
وی همچنین در تیم ملی فوتبال اسکاتلند بازی کرده‌است.